# Acrolyta spola
Acrolyta spola är en stekelart som beskrevs av Setsuya Momoi 1970. Acrolyta spola ingår i släktet Acrolyta och familjen brokparasitsteklar. Inga underarter finns listade i Catalogue of Life.